# Tore Cervin
Tore Cervin (Malmö, 2 augustus 1950) is een voormalig profvoetballer uit Zweden, die speelde als aanvaller.

## Clubcarrière
Cervin, bijgenaamd  Jokern, vierde de grootste successen als speler van Malmö FF. Met die club won hij drie keer de landstitel en vijfmaal de Zweedse beker. Hij speelde mee in de Europa-Cupfinale op 30 mei 1979, toen Malmö met 1-0 verloor van Nottingham Forest door een doelpunt van Trevor Francis. Cervin beëindigde zijn loopbaan in 1985 bij Helsingborgs IF.

## Interlandcarrière
Cervin speelde in totaal vier officiële  interlands en scoorde in totaal één keer voor de nationale ploeg. Onder leiding van bondscoach Georg Ericson maakte hij zijn debuut op 25 september 1975 in de vriendschappelijke wedstrijd tegen Denemarken (0-0) in Malmö, net als zijn clubgenoot Tommy Larsson. Hij moest in dat duel na 67 minuten plaatsmaken voor Jan Mattsson (Östers IF). Zijn eerst en enige interlandtreffer maakte Cervin op 7 juni 1979 in de EK-kwalificatiewedstrijd tegen Luxemburg (3-0).

## Erelijst
Malmö FF
- Zweeds landskampioen

1974, 1975, 1977
- Zweeds bekerwinnaar

1973, 1974, 1975, 1978, 1980